# Міноносці класу «Татра»

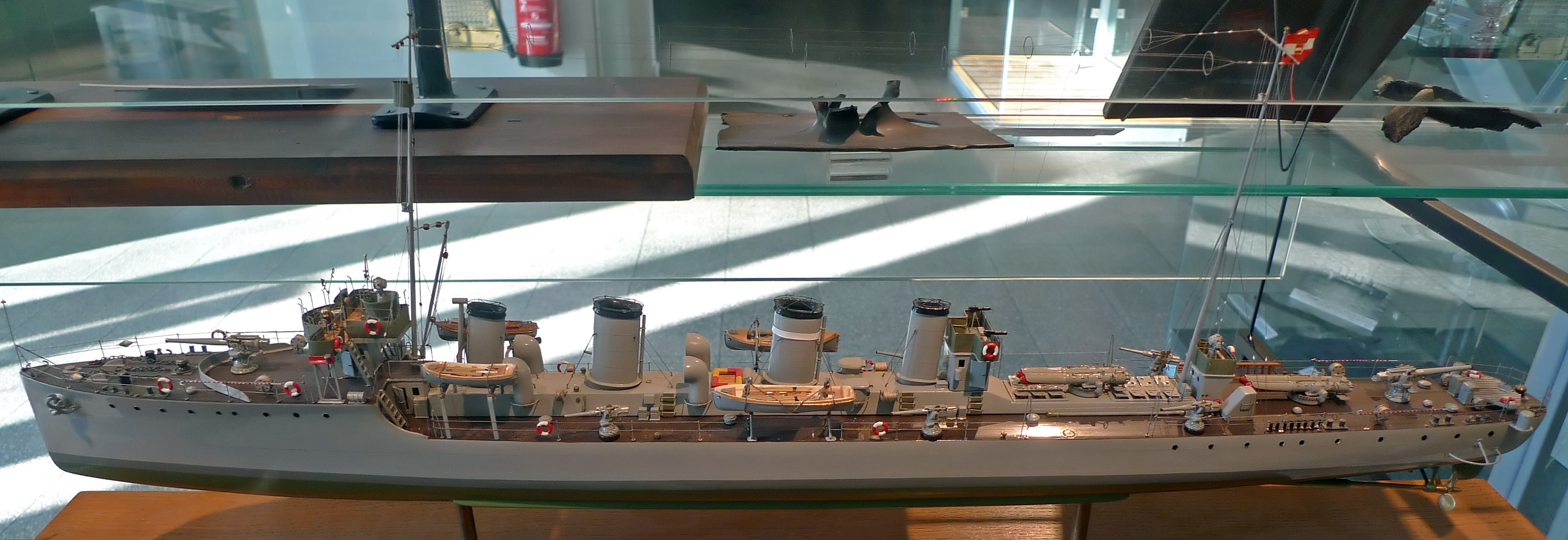
Модель міноносця класу «Татра»

Міноносці класу «Татра» належали до Цісарсько-королівського військового флоту Австро-Угорщини.  Вони були наймодернішими передвоєнними ескадренними міноносцями флоту з паровими турбінами і не поступались аналогічним кораблям інших флотів по тактико-технічних даних. Паливом для котлів могло бути як вугілля, так і нафта. В ході війни було збудовано ще 4 однотипні міноносці, які інколи відносять до класу "Ерзац Татра". Міноносці увійшли до 1 торпедного дивізіону флоту і разом з легкими крейсерами були найактивнішими в час світової війни. Використовувались для супроводу лінкорів і панцерників, пошуку підводних човнів, обстрілу узбережжя, розвідувальних рейдів.

## Історія
Командування флоту оголосило у травні 1910 конкурс на будівництво шести міноносців водотоннажністю 800 т з паровими турбінами, які могли розвивати швидкість у 32,5 вузлів. Конкурс виграла верф "Danubius & Ganz" Порто-Ре у Хорватії, що тоді відносилась до угорської частини імперії. Міноносці назвали на честь гір, озер, островів імперії.
У роках 1912-1914 збудували міноносці "Tatra", "Balaton", "Csepel" (острів в Будапешті), "Lika", "Triglav", "Orjen" (гірський хребет у Динарських Альпах). Вони мали дві парові турбіни "AEG-Curtis" з приводом на два гвинти. З шести парових котлів Ярроу чотири топились нафтою, два вугіллям. Міноносці озброїли 100 мм гарматами фірми "Škoda".
В ході війни міноносці "Triglav", "Lika" підірвались на мінах 29 грудня 1915 при нападі на Дуррес в Албанії, звідки відступало сербське військо. "Lika" затонула відразу, а пошкоджений "Triglav" потопили ворожі кораблі.
Після війни 1929 міноносці передали Італії. Їх перейменували і включили до складу флоту. "Balaton" (Zenson), "Tátra" (Fassano) проплавали до 1923 року, "Csepel" (Muggia) до 1929, "Orjen" (Pola, з 1931 Zenson) порізали на металобрухт аж 1937 року.